# NASA X-57 Maxwell
El NASA X-57 Maxwell fue un avión eléctrico experimental de ala fija, diseñado para contar con catorce motores eléctricos y hélices montadas en los bordes de ataque de sus alas, que se encontró en desarrollo para la Administración Nacional de Aeronáutica y el Espacio (NASA) de los Estados Unidos, por las compañías aeroespaciales de California, Empirical Systems Aerospace (ESAero) y Joby Aviation. El objetivo de la aeronave era demostrar tecnologías que buscan reducir el consumo de combustible, las emisiones de carbono y el ruido en aviación. Fue nombrado en honor al físico escocés James Clerk Maxwell, pionero en la teoría del electromagnetismo.Sin embargo, en junio de 2023 el proyecto fue cancelado, ante problemas con el sistema de propulsión de la aeronave.

## Desarrollo
El origen del NASA X-57 Maxwell se remonta al proyecto Piloted, Electric Propulsion-Powered Experimental Aircraft Underway del Centro de Investigaciones de Vuelo Armstrong de la NASA en la Base de la Fuerza Aérea Edwards en California. En septiembre de 2015, pilotos de prueba de la NASA volaron un avión Tecnam P2006T que había sido modificado con un ala experimental integrada con motores eléctricos, con el fin de recopilar datos. Al mismo tiempo, la NASA también se encontraba desarrollando en el Centro de Investigaciones de Vuelo Armstrong el proyecto Leading Edge Asynchronous Propeller Technology (LEAPTech), que había comenzado en 2014 y cuyo fin fue crear tecnología experimental para aeronaves eléctricas, que involucraba colocar pequeños motores eléctricos con hélices de forma individual, distribuidos a lo largo del borde de ataque de cada ala en una aeronave eléctrica. Para optimizar el rendimiento de la aeronave, cada motor podría funcionar de forma independiente a diferentes velocidades, lo que no solo ayuda a reducir la actual dependencia de los combustibles fósiles, sino que también su consumo y ruido. Las investigaciones se llevaron a cabo con la asociación de la NASA  y las empresas aeroespaciales Empirical Systems Aerospace (ESAero) de Pismo Beach, California y Joby Aviation de Santa Cruz, California. ESAero fue el contratista principal del proyecto, responsable de la instrumentación e integración de todo el sistema, mientras que Joby Aviation se encargó del diseño y fabricación de los motores eléctricos, hélices y la correspondiente sección del ala de fibra de carbono para alojarlos.
Como resultado, en enero de 2015 y montada sobre un camión especialmente modificado en el lecho de un lago seco en la Base de la Fuerza Aérea Edwards, se probó una sección de un ala compuesta de carbono de 9,4 metros de envergadura, equipada con 18 motores eléctricos alimentados por baterías de fosfato de hierro y litio, tecnología fundamental para el desarrollo del NASA X-57 Maxwell.
El 17 de junio de 2016, mediante un discurso de apertura por parte del administrador de la NASA, Charles F. Bolden, Jr en la Exposición de Aviación 2016 del Instituto Estadounidense de la Aeronáutica y Astronáutica (AIAA), se reveló la existencia del NASA X-57 Maxwell, convirtiéndose en el primer avión experimental de la NASA en más de una década, siendo su anterior avión el Boeing X-48, que fue probado en vuelo entre 2007 y 2012. En julio de 2016 la NASA recibió en California el Tecnam P2006T destinado a convertirse en su X-57, y para julio de 2017, Scaled Composites ya se encontraba modificando la aeronave para reemplazar sus motores a pistón por los motores eléctricos Joby Aviation JM-X57, pero no fue hasta septiembre de 2018 que el primer motor se montó en la aeronave, junto a sus correspondientes controladores, baterías y nuevas pantallas de cabina por Scaled Composites en Mojave, momento en el que se estimaba que las pruebas en vuelo comenzarían para 2019. Sin embargo, la construcción del ala compuesta, de alta relación de aspecto y baja resistencia aerodinámica por parte de ESAero aún no se encontraba lista, por lo que el primer vuelo de la aeronave se atrasó. Luego de cinco años de desarrollo y tras haber comenzado con las pruebas funcionales de alto voltaje de la aeronave en tierra, en el Centro de Investigaciones de Vuelo Armstrong, la NASA comunicó que estimaba que el X-57 podría realizar su primer vuelo el 22 de febrero de 2022, algo que finalmente no ocurrió.

## Diseño
Tomando como base el diseño de un Tecnam P2006T, el diseño del X-57 contaba con 14 motores eléctricos, que impulsan hélices que se encuentran en los bordes de ataque de las alas. Todos sus motores eléctricos se utilizarían durante el despegue y el aterrizaje, mientras que tan solo dos de ellos, los exteriores, se utilizarían durante el vuelo crucero del avión. La cabina de mando de la aeronave tendría una capacidad para dos personas y se estimaba que el avión contaría con un alcance de 160 km (100 mi), y una autonomía de vuelo de aproximadamente una hora. Mediante la propulsión de sus 12 motores eléctricos con hélices de cinco palas en sus alas de 9,6 m (31,6 pies) de envergadura, se estimaba que la aeronave alcanzaría una velocidad crucero de 276 km/h (149 kt) a una altitud de 2438 metros (8000 pies), encontrándose su velocidad de entrada en pérdida en los 107 km/h (58 kt). Estas 12 hélices de crucero de 0,58 m (1,89 pies) de diámetro, iban a requerir unos 14,4 kW (19,3 hp) de potencia del motor a 102 km/h ( 55 nudos), girando a 4548 rpm.